# Муріло Антуніш Алвіш
Муріло Антуніш Алвіш (порт. Murilo Antunes Alves; 24 серпня 1919 —15 лютого 2010) — бразильський радіо-журналіст, один з найвідоміших і авторитетніших у країні.
Був бакалавром права юридичного факультету Університету Сан-Паулу.
Помер у 15 лютого 2010 у Сан-Паулу.

## Виноски
1. ↑  RÁDIO BASE: Morre Murilo Antunes Alves. Архів оригіналу за 5 березня 2016. Процитовано 19 лютого 2010. RÁDIO BASE: Morre Murilo Antunes Alves (порт.)
2. ↑  Murilo Antunes Alves, o decano do rádio-jornalismo(порт.)